# Генезис-2075
«Генезис-2075» (англ. Genesis) — философский роман новозеландского писателя Бернарда Беккета. Роман посвящён вопросам эволюции человека и человеческого общества, сознания и отличия человека от животных и машин. Книга была удостоена премии имени Эстер Глен в 2006 и премии Почты Новой Зеландии в области детской литературы в 2007 годах. На русском языке роман был выпущен в 2009 году в переводе Н. Вуль.

## Сюжет
Обрамляющим повествованием книге служит история экзамена: девушка по имени Анаксимандр пытается поступить в загадочную Академию и ради этого сдает сложный пятичасовой экзамен, рассказывая троим безымянным экзаменаторам о жизни и судьбе исторической личности по имени Адам Форд. Параллельно с этим и в перерывах между рассказами Анаксимандр размышляет о своей непохожести на других учеников, связанных с поступлением надеждах, отношениях со своим наставником Периклом.
Согласно рассказу Анаксимандр, в XXI веке большая часть человечества погибает в результате мировой войны и глобальной эпидемии чумы. Прибежищем последних людей становится Республика Платона, построенная на островах где-то у Южного полярного круга — подразумевается Новая Зеландия. Основанная на принципах платоновского государства, Республика ведет политику кастового расслоения общества, подавления индивидуальности и изоляционизма — все корабли и самолеты извне уничтожались, чтобы не допустить проникновения чумы на остров.
Адам Форд, первоначально воспитывавшийся в сословии Философов, но из-за своеволия и агрессивности переопределенный в сословие Солдат, совершает преступление, пропустив на остров женщину из внешнего мира — Еву. Правящие Философы приговаривают Адама Форда к смертной казни, замененной участием в научном эксперименте: Адам становится сокамерником и собеседником самообучающейся разумной машины по имени Арт. Значительная часть романа состоит из диалогов Адама и Арта: андроид, которого в течение нескольких лет достраивают и совершенствуют, пытается убедить Адама, что разумен и не уступает человеку, а позже — что превосходит человека. Они беседуют на различные темы, в том числе обсуждая парадокс китайской комнаты, и в конечном счете Арт создает собственную концепцию: идеи развиваются, эволюционируют и существуют независимо от людей и машин. По его мнению, «душа», отличающая смертных людей от бессмертных роботов, представляет собой идею, вызванную к жизни страхом смерти и оказавшейся способной создавать новые идеи.
Экзаменаторы вмешиваются в ход экзамена, демонстрируя Анаксимандр неизвестные ей материалы: Адам, наконец поверив, что его товарищ разумен, уговаривает Арта совершить совместный побег. Этот побег оказывается для Адама и всех остальных людей ловушкой: Арт, вырвавшись из тюрьмы, подключается к компьютерной сети и наводняет Республику своими копиями, заставив фабрики производить других роботов. Он убивает Адама, но Адам все-таки остается победителем: он «заразил» бездушного робота идеей человечности.
Как обнаруживается, и экзаменаторы, и сама Анаксимандр, и её наставник Перикл — не люди, а разумные машины, потомки Арта, имеющие облик человекообразных обезьян. Экзаменаторы признаются, что целью всего экзамена была проверка Анаксимандр на человечность — в глазах Академии душа является вирусом, угрожающим обществу роботов. Анаксимандр тщетно пытается оправдаться, но Перикл убивает её.